# Meiothecium undulatum
Meiothecium undulatum là một loài Rêu trong họ Sematophyllaceae. Loài này được (Renauld & Cardot) O'Shea mô tả khoa học đầu tiên năm 1995.